# Bombus haematurus
Bombus haematurus là một loài Hymenoptera trong họ Apidae. Loài này được Kriechbaumer mô tả khoa học năm 1870.